# Andrés A. Freire
Andrés A. Freire fue un abogado y político peruano.
Entre 1927 y 1928 ocupó el cargo de registrador de la propiedad inmueble tal como lo señala José María Arguedas. Participó en las elecciones generales de 1931 como candidato de la Unión Revolucionaria opositor al presidente Luis Miguel Sánchez Cerro quien había derrocado al presidente Augusto B. Leguía y fue elegido como diputado constituyente por el departamento de Junín. Durante su gestión llegó a ser secretario del Congreso y entre las leyes cuya expedición procuró está la N° 7860 que dispuso la creación en la provincia de Huancayo del distrito de San Juan de Jarpa en octubre de 1933.